# Orygmadyla spelaea
Orygmadyla spelaea är en mångfotingart som först beskrevs av Kraus 1957.  Orygmadyla spelaea ingår i släktet Orygmadyla och familjen småjordkrypare.
Artens utbredningsområde är Peru. Inga underarter finns listade i Catalogue of Life.